# 밀러드 필모어
밀러드 필모어(영어: Millard Fillmore, 1800년 1월 7일 ~ 1874년 3월 8일)는 미국의 13번째 대통령(1850~53)이다. 휘그당의 4번째이자 마지막 대통령으로, 테쿰세의 저주가 아닌 대통령의 서거로 인해 대통령직을 이어받은 유일한 부통령이며, 노예 제도의 찬성·반대로 의하여 미국이 남북으로 갈라진 1850년에 제13대 대통령직을 승계하였다.

## 어린 시절

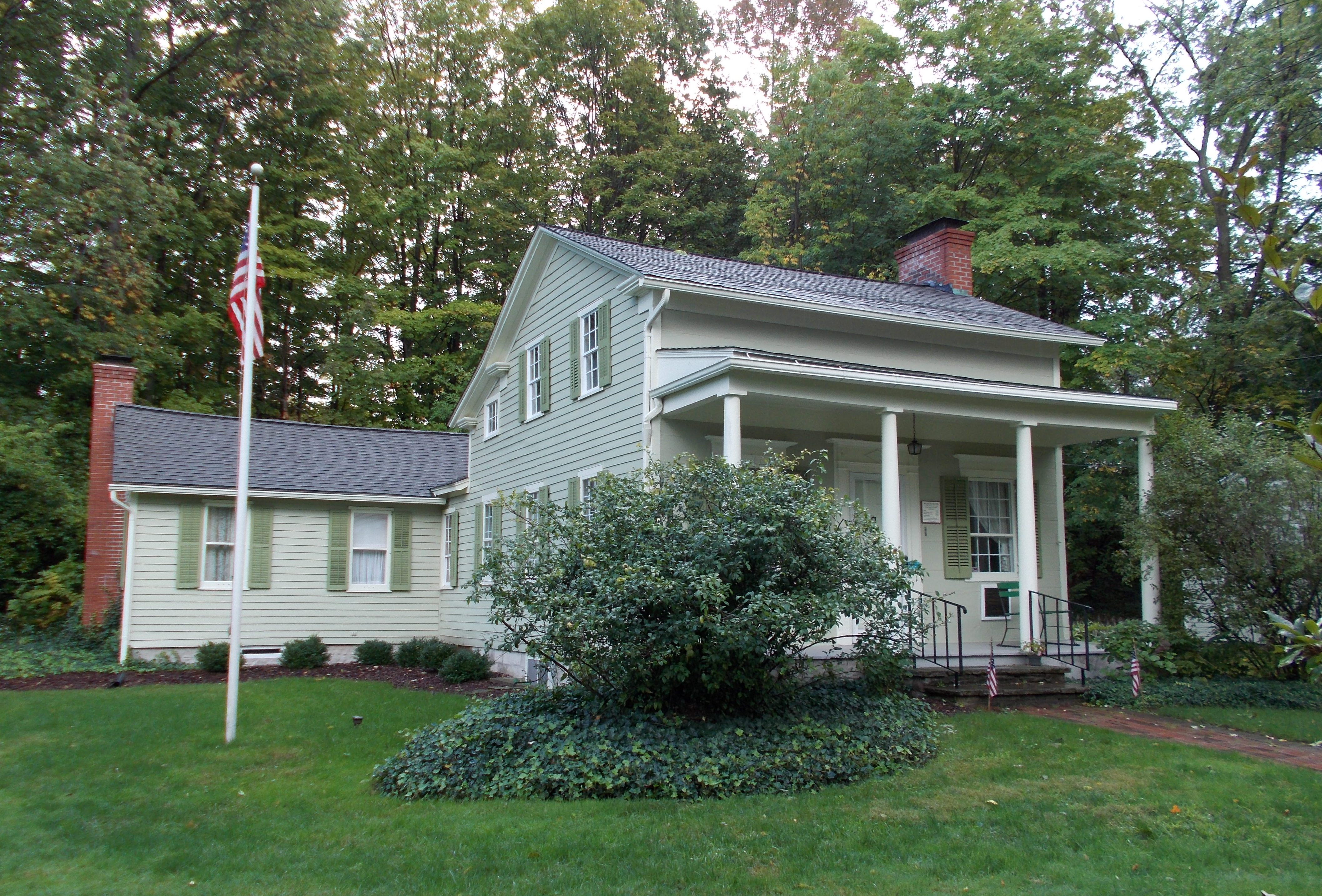
뉴욕주 이리 카운티의 이스트 로로라에 있는 필모어의 저택

뉴욕주 북부 핑거 레이크스 지역 카유가 카운티 서머힐(이전 명칭은 Locke에서 분리된 Plato)의 통나무집에서 나다니엘 필모어와 피비 밀라드(Phoebe Millard)의 9남매 중 두 번째 자식이자 맏아들로 태어났다. 나중에 버펄로 시의 남쪽 이스트 오로라에서 살았다. 그의 부계조상은 스코틀랜드계 장로교도였고 모계는 영국교회에서 분리된 국교 반대자였으나 그는 나중에 유니테리언주의자가 되었다.
열 네살 때 아버지에 의해 뉴욕주 스파르타의 재단사 벤자민 헝거포드(Benjamin Hungerford)에게 도제로 가게 되었다. 네 달 후 일을 그만두었지만, 이후에 뉴욕주 뉴호프에서 다른 견습직을 얻었다. 1819년 뉴호프 아카데미를 여섯 달 동안 다녔고 그곳에서 자신의 미래의 아내 애비게일 파워스와 사랑에 빠졌다. 그해 말, 월터 우드 오브 몬트빌(Walter Wood of Montville)에서 서기로 근무하면서 법률 공부를 시작했다. 변호사가 되기로 결심한 후 지방 판사들과 교류하면서 교사로 지내다가 1823년 이스트 오로라에 법률 사무소를 개업했다.
그는 거기에 자신과 애비게일을 위한 집을 지었고 1826년 2월 5일에 결혼하고, 1830년 버펄로로 이주하였다.

## 정치 경력
1828년 휘그당을 창당하는 데 도움을 준 올버니의 출판업자 설로우 위드(Thurlow Weed)의 도움으로 뉴욕주 하원 의원에 선출되었다.

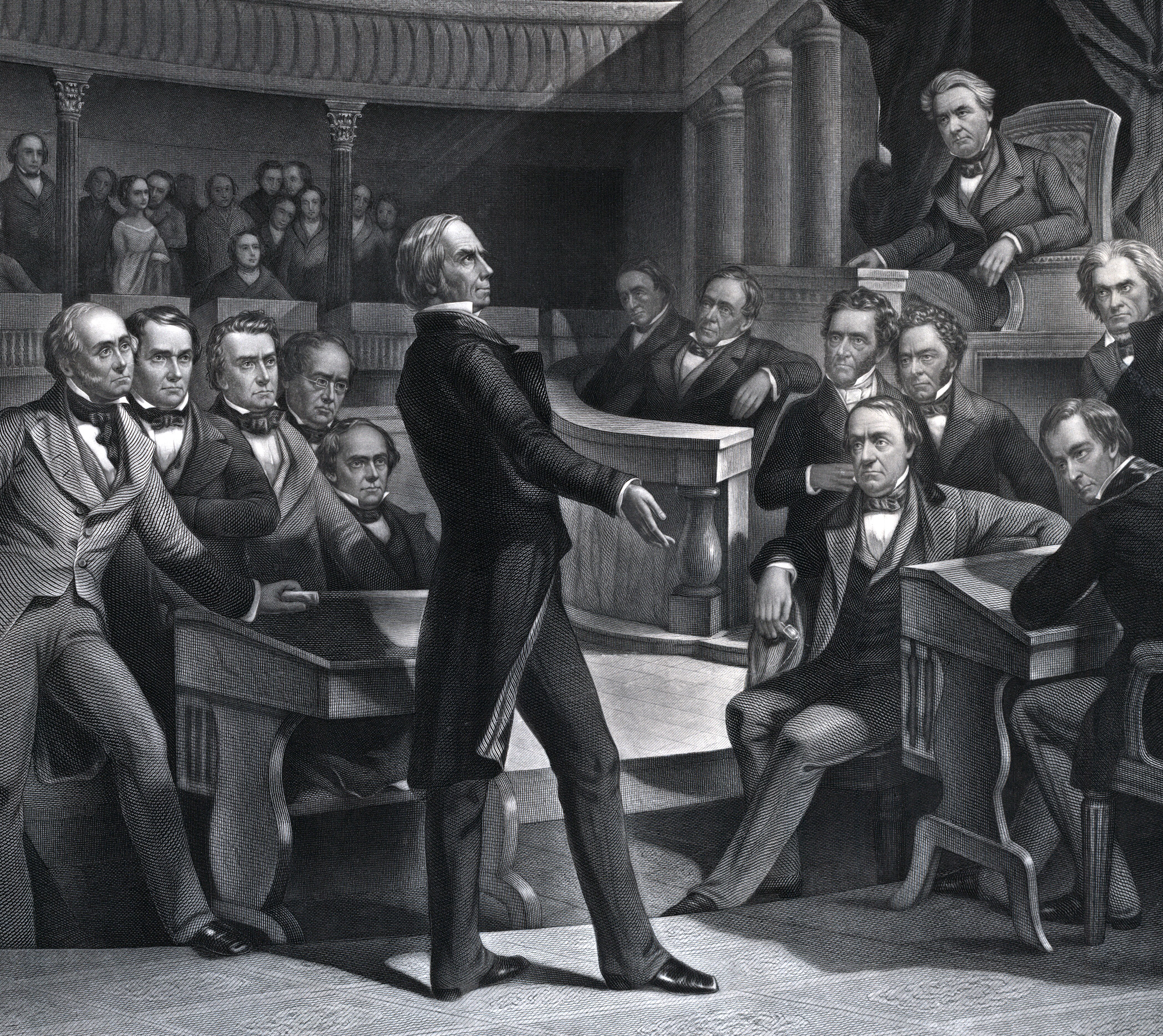
상원에서 부통령 시절의 필모어(우측 윗부분)가 헨리 클레이의 타협을 사회하는 모습. 존 C. 칼훈(필모어의 우측에 서있음)과 대니얼 웹스터(클레이의 좌측에 앉아있음)도 보인다

### 의원 시절
1832년 필모어는 미국 하원 의원에 선출되어 1833년부터 1835년, 1837년부터 1843년까지 임기를 지냈다. 그는 일반적으로 헨리 클레이의 국수주의에 호의를 가졌다. 웨이즈 앤드 민즈 위원회(Ways and Means Committee)의 의장으로서 필모어는 수입 상품들에 의무적으로 부과되는 세금을 늘린 보호 관세(Protective tariff)의 주창자였다. 1844년 뉴욕 주의 주지사를 위한 선거에 나갔으나 패하여 변호사에 복직하였다. 1846년 버펄로 대학교의 총장이 되었다. 1848년 1월 1일, 뉴욕 주의 감사원장으로 선출되었고 1849년 2월 20일 퇴임했다.

### 부통령
1848년 휘그당은 멕시코 전쟁의 영웅 재커리 테일러 장군이 지휘하는 공천 후보에 필모어를 부통령 후보로 지명하였다. 민주당은 대통령 후보에 미시간주의 상원 루이스 캐스, 부통령 후보에 전 국회 의원 켄터키주의 윌리엄 O. 버틀러를 지명하였다. 선거 운동에서 민주당은 노예 제도 논쟁을 갈라 놓았고, 많은 국민들은 자유 토지주의당을 뽑았다. 테일러와 필모어는 선출 투표의 36 차이로 선거를 우승하였다.
부통령으로서 필모어는 1850년 타협으로 상원을 지배하였다. 7월 9일 테일러 대통령이 사망하자, 필모어는 다음 날에 대통령으로서 선서하였다.

## 대통령 임기

### 업적

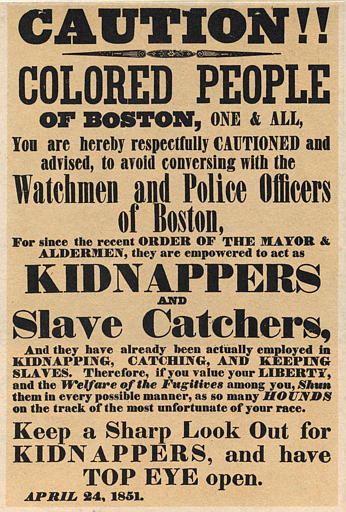
1851년 보스턴 경찰이 도망노예법을 강요한 포스터

대통령이 된 후, 필모어는 노예 제도에 찬성의 호의에 4번째로 강하게 왔다. 자신의 첫 법령으로서 그는 타협을 위하여 싸우는 데 지도한 남자들과 함께 테일러의 내각을 교환하였다.
9월에 의회는 1850년 타협을 이루는 법들의 연속을 통과하였으며, 필모어는 즉시 서명하였다. 타협은 캘리포니아주를 자유주로 인정하였고, 유타와 뉴멕시코의 준주 정부들을 결성하였다. 이 준주들은 자신들이 노예 제도를 인정하느냐에 결정을 둘 수 있었다. 타협은 텍사스주의 경계적 논쟁을 정착시키고, 컬럼비아 특별구에서 노예 무역을 폐지하였으며 더욱 엄격한 도망 노예법을 세웠다.
필모어의 임기 기간 동안에 의회는 기초적 우편 요금을 5 센트에서 3 센트로 줄였다. 1852년 후순에 필모어 대통령은 극동을 탐험하는 데 매슈 페리 제독을 보냈다. 필모어가 대통령 직을 떠난 2년 후에 이 탐험은 흑선 내항으로 일으키는 일본과 첫 통상 조약의 결과를 가져왔다.

### 백악관 생활
애비게일 여사는 영부인으로서 자신의 책임들을 자신의 건강에 무거운 부담으로 찾아냈다. 그녀의 18세 딸 메리는 많은 공무적 업무들을 차지하였다. 애버게일 여사는 백악관에 첫 레인지를 구입하는 데 수배하였다. 그녀는 또한 첫 백악관 도서관을 세웠다. 1851년 의회 도서관이 불타자, 필모어 대통령과 그의 내각은 화재를 싸우는 데 도움을 주었다.

### 1852년 선거
1852년 휘그당이 대통령 후보를 지명할 때 당은 1850년 타협의 지지자와 반대자로 갈라지고 말았다. 남부인들은 필모어를 성원하였다. 그러나 대부분의 북부인들은 그를 거절하였고 뉴잉글랜드에서 온 친 타협 사절단들의 작은 단체는 국무장관 대니얼 웹스터를 성원하였다. 노예 제도를 반대하는 윈필드 스콧 후보가 지명되었으나 선거에서 패하였다.

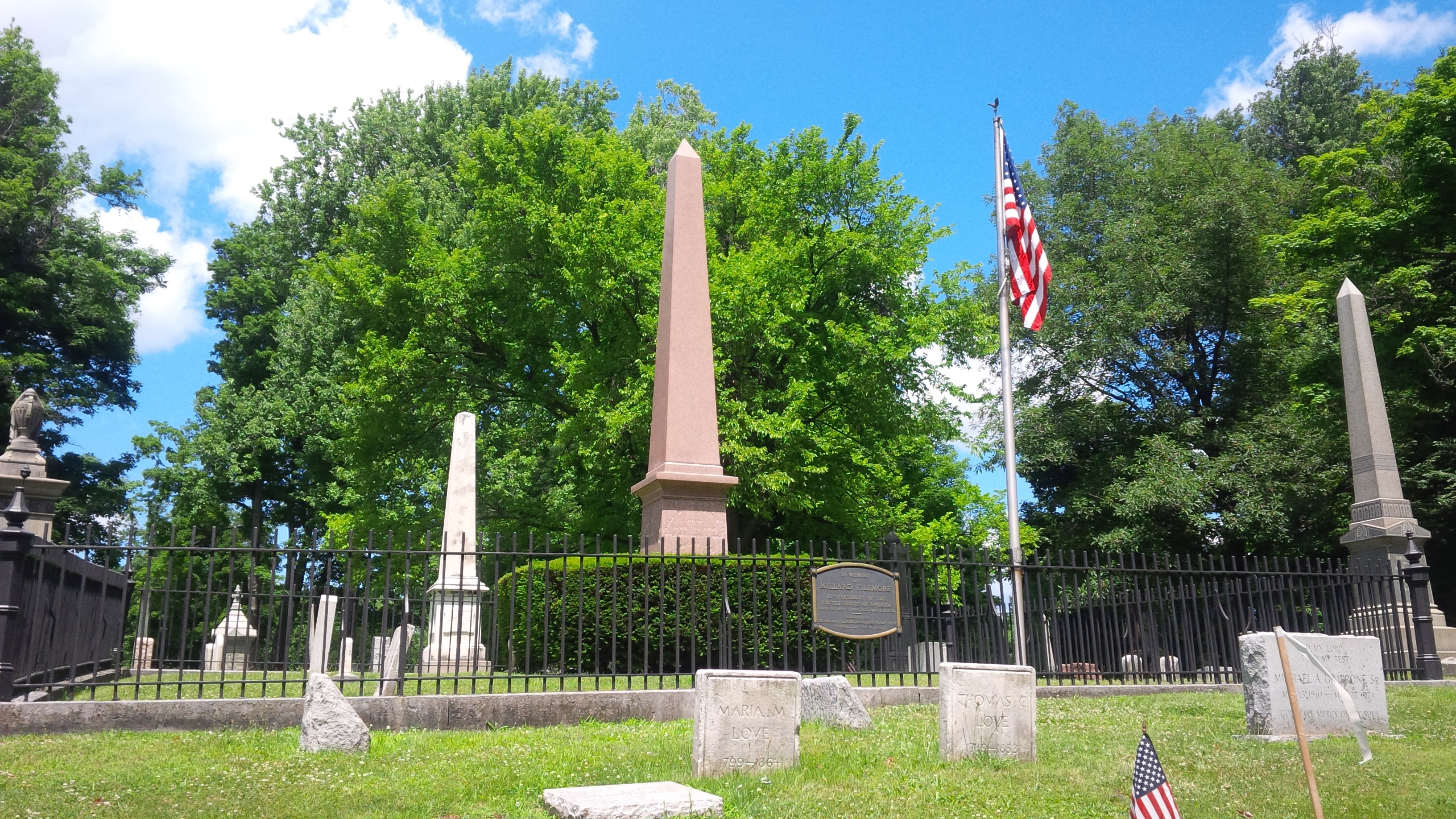
버펄로에 있는 필모어의 묘비

## 이후의 일생
필모어가 백악관을 떠난 지 한달 만에 애비게일 여사가 사망하였다. 필모어는 버펄로에 돌아와 자신의 변호사 생활을 다시 시작하였다.
1858년 캐롤라인 카마이클 매킨토쉬와 재혼하였다. 남북전쟁이 일어나는 동안에 그는 에이브러햄 링컨 대통령의 많은 정책을 반대하였다. 전쟁이 끝난 후 그는 앤드루 존슨 대통령이 실시한 남부 제주의 재통합에 호의를 가졌다.
1874년 3월 8일 버펄로에서 향년 74세로 사망하여 포리스트 론 공동 묘지에 안장되었다.

## 역대 선거 결과
| 선거명        | 직책명                     | 대수 | 정당       | 득표율 | 득표수 (선거인단) | 결과 | 당락                 |
| ------------- | -------------------------- | ---- | ---------- | ------ | ----------------- | ---- | -------------------- |
| 1832년 선거   | 하원의원 (뉴욕 제32선거구) | 23대 | 반메이슨당 | 69.59% | 4,184표           | 1위  | 뉴욕주 하원의원 당선 |
| 1836년 선거   | 하원의원 (뉴욕 제32선거구) | 25대 | 휘그당     | 61.43% | 4,475표           | 1위  | 뉴욕주 하원의원 당선 |
| 1838년 선거   | 하원의원 (뉴욕 제32선거구) | 26대 | 휘그당     | 65.66% | 5,414표           | 1위  | 뉴욕주 하원의원 당선 |
| 1840년 선거   | 하원의원 (뉴욕 제32선거구) | 27대 | 휘그당     | 63.85% | 6,682표           | 1위  | 뉴욕주 하원의원 당선 |
| 1843년 선거   | 상원의원 (뉴욕 제3부)      | 28대 | 휘그당     | 16.30% | 22표              | 2위  | 낙선                 |
| 1844년 선거   | 뉴욕 주지사                | 14대 | 휘그당     | 47.42% | 231,057표         | 2위  | 낙선                 |
| 1845년 재선거 | 상원의원 (뉴욕 제3부)      | 28대 | 휘그당     | 30.38% | 48표              | 2위  | 낙선                 |
| 1848년 선거   | 미국의 부통령              | 12대 | 휘그당     | 56.21% | 163표             | 1위  | 미국의 부통령 당선   |
| 1855년 선거   | 상원의원 (뉴욕 제3부)      | 34대 | 미국당     | 3.33%  | 5표               | 6위  | 낙선                 |
| 1856년 선거   | 미국의 대통령              | 15대 | 미국당     | 21.53% | 873,053표 (8명)   | 3위  | 낙선                 |

## 같이 보기
- 미국의 대통령 목록